# Johannes Burman
Johannes Burman (Amsterdam, 26 d'abril de 1707 − 20 de febrer de 1780), va ser un metge i botànic neerlandès. Burman s'especialitzà en les plantes de Ceilan, Amboina i la Colònia del Cap. El nom del gènere Pelargonium (popularment geranis) va ser introduït per Johannes Burman.
Johannes Burman era el fill més gran del teòleg Frans Burman (1671-1719) i la seva esposa Elizabeth Thierens. Estudià a Leiden el 1722 essent deixeble de Herman Boerhaave, i es doctorà en medicina el 1728. Després de la mort de Frederik Ruysch va ser professor de botànica a Amsterdam. El seu fill Nicolaas Laurens Burman també va ser botànic i estudià sota Linné a Uppsala.
Carl Linnaeus, el 1735 viatjà a Holanda i va ser invitat per Burman qui el va allotjar a la seva casa de Keizersgracht.
Burman presentà Linnaeus a George Clifford III. Burman va ser honorat per Linné amb el gènere Burmannia i la família de plantes Burmanniaceae.

## Publicacions
La signatura abreujada com a botànic és: Burm.. Algunes de les obres publicades per Burman són:
- Thesaurus zeylanicus, exhibens plantas in insula Zeylana nascentes (Amsterdam, 1737).
- Rariorum Africanarum plantarum (Amsterdam, deux parties, 1738-1739).
- Herbarium Amboinense, plurimas complectens arbores, frutices, herbas..., réédition de l'herbier de Georg Eberhard Rumphius (1628-1702) (Amsterdam, six volumes, 1741-1750).
- Plantarum Americanarum fasciculus primus (Amsterdam, 1755-1760).
- Auctuarium (1755).
- Vacendorfia (1757).
- De ferrariae charactere (1757).
- Flora malabarici (1769).